# ピアノ協奏曲 (モシュコフスキ)
ピアノ協奏曲ホ長調 作品59は、モーリッツ・モシュコフスキが作曲したピアノ協奏曲である。曲はモシュコフスキの弟子であったヨゼフ・ホフマンに献呈されている。イギリス初演は1898年3月12日、作曲者自身の独奏で行われた。演奏時間は約36分。
モシュコフスキは1874年にロ短調の『ピアノ協奏曲』作品3を作曲していた。しかし、初演後楽譜は忘れ去られ、2014年に発見・初演された。このため、イ短調を『第1番』、本作を『第2番』と呼ぶようになっている。『第1番』は全4楽章からなり、演奏時間は約50分。

## 楽器編成
フルート2、オーボエ2、クラリネット2、ファゴット2、ホルン4、トランペット2、トロンボーン3、ティンパニ、ハープ、弦五部。

## 構成

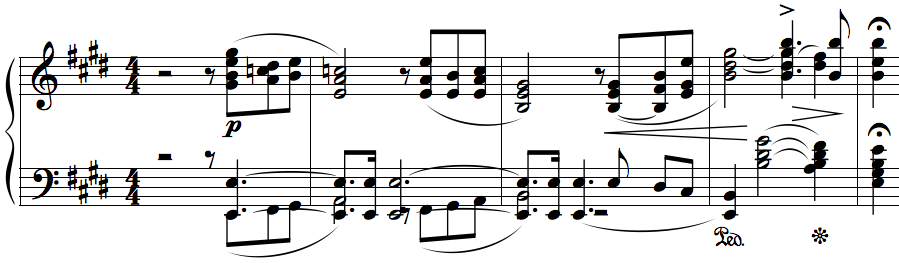
第1楽章冒頭 オーケストラによる第1主題

- 第1楽章 モデラート ホ長調 4/4拍子

オーケストラの4小節の導入の後、ピアノのカデンツァで開始される。

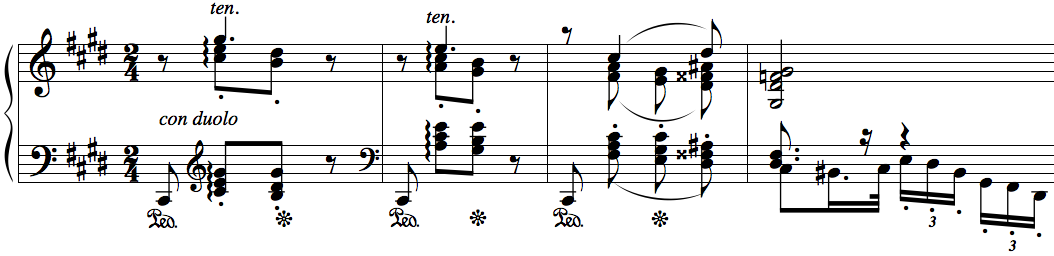
第2楽章 ピアノが主題を受け継ぐ

- 第2楽章 アンダンテ 嬰ハ短調 2/4拍子

陰鬱な調子で始まる。アタッカで第3楽章へ続く。
- 第3楽章 スケルツォ：ヴィヴァーチェ 嬰ハ短調→変ニ長調 6/8拍子

第2楽章から続けて演奏される。第2楽章の主題を回想して終わる。
- 第4楽章 アレグロ・デチーソ ホ長調 2/2拍子

快活な調子で開始される。第1楽章第1主題を回想して華やかに終わる。